# San Ramon
San Ramon je město ve Spojených státech amerických. Nachází se v okrese Contra Costa County ve státě Kalifornie. Ve městě žije  obyvatel a jeho rozloha činí . Leží v San Ramon Valley 55 kilometrů východně od San Francisca. Bylo založeno roku 1983.
Sousedí s městem Danville. Své sídlo zde mají společnosti Chevron a Texaco. Po městech Concord, Richmond a Antioch jde o čtvrté nejlidnatější město v okresu Contra Costa. V Kalifornii je pak San Ramon 96. nejlidnatějším městem.

## Rodáci
- Auston Matthews (* 1997) – americký lední hokejista
- Maggie Steffensová (* 1993) – americká vodní pólistka